# IC 2578
IC 2578 је спирална галаксија у сазвјежђу Шмрк (Пумпа) која се налази на листи објеката дубоког неба у Индекс каталогу.
Деклинација објекта је - 33° 52' 42" а ректасцензија 10h 27m 22,7s. Привидна величина (магнитуда) објекта IC 2578 износи 14,3 а фотографска магнитуда 15,0. Налази се на удаљености од 37,707 милиона парсека од Сунца. IC 2578 је још познат и под ознакама ESO 375-29, IRAS 10250-3337, PGC 30753.